# 赤間文三
赤間 文三（あかま ぶんぞう、1899年5月31日 - 1973年5月2日）は、日本の政治家。位階は正三位、勲等は勲一等。
大阪府知事（公選初代）、法務大臣（24代）。大阪府知事時代は東京都知事安井誠一郎とともに、1950年代における都道府県知事のボス的存在として君臨し、赤間天皇の異名で呼ばれた。

## 経歴・人物
赤間岩吉の三男として、福岡県宗像郡津屋崎町（現在の福津市）に生まれる。福岡県立中学修猷館、旧制山口高等学校を経て、1925年3月東京帝国大学法学部法律学科（独法）を卒業する。
1926年2月内務省に入省。岡山県属。同年11月高等試験行政科試験に合格。1935年10月大阪府都市計画課長、1939年4月徳島県経済部長まで務めた後、商工省に転じ、1941年11月大臣官房会計課長。商工省が再編され軍需省となると、1944年4月燃料局醗酵工業部長、1945年6月石炭局長、同年11月近畿地方商工処理部長、1946年1月同地方商工局商工部長、同年3月同局長を歴任。商工省会計課長時代、当時は賀屋興宣の邸宅だった、大蔵大臣邸の勝手口から品薄の砂糖袋をかついで上がり込み、予算獲得の談判をしたという逸話が、赤間の強心臓ぶりを表すエピソードとして伝わっている。
1947年4月、第1回大阪府知事選挙に立候補し、当初優勢が伝えられた社会党公認候補である香月保（修猷館の同級生でもある）を下して当選。3期12年務めたが、在任中はそれこそ土曜日曜も無い精勤振りであったという。1950年ジェーン台風が大阪を襲来し、赤間は毎日ボートで被災地を視察しながら被害状況に心を痛めていた。その後9年掛けて大阪湾防波堤を完成させ、赤間府政のモニュメントとなった。その他、府営上水道網の整備や住宅建設計画に尽力し、1958年には千里ニュータウン建設を決定した。一方、大阪府営の公営競馬競輪については、早くから廃止の意向を持っており、1955年には開催中止を表明した。
赤間は、大阪市域の拡大に対してかなり厳しい態度を採った。1955年に実施された大阪市第3次市域拡張に際し、大阪市への合併を望んでいた庄内町、および賛同していた大阪市に対し、昭和27年付けでそれを認めない反対案を府議会へ提出した一方、豊中市への合併に関しては積極的に動き、当時の町民感情を無視してまで合併案を府議会へ提出、可決させている。この背景には、大阪市が提案した特別市設置運動があり、大阪府が対案として「大阪産業都建設に関する決議」を発表した事に起因している。大阪府と大阪市の対立は、大阪維新の会が大阪市会・大阪府議会における与党となるまで続くことになる。
なお、知事時代は、中央に陳情に出向いた時など「天皇」の異名に相応しく高姿勢な態度で臨み、一部の政界有力者の不興を買ったといわれている。また、大阪の清風中学校・高等学校を運営する清風学園の名は、幕末の長州藩の藩政改革者村田清風にちなんで1949年に赤間が命名したものである。
1959年6月、第5回参議院議員通常選挙に、自由民主党公認で大阪地方区より立候補し当選。以後当選3回。参院では重宗雄三率いる「清新クラブ」に所属する。1962年、参議院商工常任委員長、1967年2月、参議院外務委員長を経て、1967年11月、第2次佐藤第1次改造内閣で法務大臣として入閣。在任中は死刑執行の決済を求められると「勘弁してくれ。今度、俺にお迎えがきたらどうする」などと理由をつけて命令書に署名せず、死刑の執行が一件も無かった。
1959年12月、大阪府社会福祉事業資金として10万円寄付により1960年3月30日紺綬褒章受章。1969年11月の秋の叙勲で勲四等から勲一等に叙され、瑞宝章を受章する。
議員在職中の1973年5月2日、心筋梗塞のため、死去した。73歳没。同日、特旨を以て位四級を追陞され、死没日付をもって正五位から正三位に叙され、旭日大綬章を追贈された。哀悼演説は同月9日、参議院本会議で阿具根登により行われた。
赤間の死去に伴う欠員補充の補欠選挙は同年6月17日に執行され、自民党は赤間の後継として森下仁丹社長の森下泰を擁立したが、日本共産党が擁立した沓脱タケ子に敗れ、議席を失った。

## エピソード
- 知事時代のある日、帰宅するやいなや「おい、きょうの野球は巨人とジャイアンツのどっちが勝った？」と大真面目に尋ね、家人を爆笑させたことがある。

## 栄典
- 紺綬褒章（1960年）
- 勲一等瑞宝章（1969年）
- 勲一等旭日大綬章（1973年）
- 正三位（1973年）